# So geht das jede Nacht
So geht das jede Nacht ist ein Schlager im Boogie-Woogie-Stil von Lotar Olias; den Text schrieb Peter Moesser. Das Stück war in der Interpretation von Freddy Quinn einer von zwei deutschen Beiträgen zum Eurovision Song Contest 1956 in Lugano.

## Hintergrund
Die Vorentscheidung zum ESC hatte am 1. Mai 1956 in Köln stattgefunden. Der Dirigent war Fernando Paggi. Gesungen wurde das Lied im Wettbewerb in Lugano an 11. Position. Da 1956 nur der Siegertitel öffentlich bekanntgegeben wurde, ist über die Platzierung offiziell nichts weiter bekannt.

## Veröffentlichung
Das Lied erschien 1956 als Single bei Polydor und erneut unter anderem auf einer Compilation 2001 unter dem Titel Alle Sieger des deutschen Grand Prix 1956–2000 bei Jupiter sowie 2005 auf dem Sampler Germany 12 Points – Eurovision Song Contest 2005 bei Ariola, im selben Jahr bei Polydor auf Deutsche Schlager 1956–1957 und 2010 bei Roba Digital auf dem Album Schlager Diamanten. Die Single platzierte sich drei Monatsausgaben in den deutschen Singlecharts und erreichte mit Rang 19 seine beste Chartnotierung.

## Text
In dem Lied geht es um die vielen Beziehungen einer Frau, die jeden Tag einen neuen Freund hat. Und das, obwohl der Sänger es wie folgt darstellt: „Ich schenk dir Blumen und fahr dich ins Büro, führe deine Mutter jeden Sonntag in den Zoo und jetzt hab ich Boogie und den Chacha eingeübt, doch du tanzt am Freitag, am Freitag mit Ben, Samstag mit einem, den ich nichtmal kenn.“ Am Ende des Liedes stellt sich heraus, dass der Sänger „auch jeden Tag mit ’ner and’ren ausgeht“.

## Coverversionen
Bernd Begemann und Dirk Darmstaedter coverten den Song für die Teilnahme am Bundesvision Song Contest 2010 für Niedersachsen, wobei sie mit vier Punkten den letzten Platz belegten. Während der Punktevergabe aller 16 Bundesländer bekamen die beiden nur aus ihrem eigenen Bundesland diese vier Punkte. Die niedrige Punktzahl von vier Punkten brachte zwei Negativrekorde für Begemann und Darmstaedter mit sich. Zum einen hatten sie den Negativrekord für die wenigsten Punkte, die von einem Bundesland an sich selbst vergeben wurden, und zum anderen haben sie bis heute den Negativrekord für die niedrigste Punktzahl, die jemals im Wettbewerb erreicht wurde.
Jeder Künstler dreht zu Promotionzwecken einen Wahlwerbespot für die Teilnahme am BuViSoCo. In diesem Video stellen Begemann und Darmstaedter einer Reisegruppe mit einer Magical Niedersachsen Tour verschiedene Orte Niedersachsens vor. Begemann trägt dabei einen Anzug und ein Kindermikrofon, Darmstaedter trägt ein Pferdekostüm, welches das niedersächsische Wappentier darstellen soll. Sie besuchen u. a. eine Videothek in Delmenhorst, das Haus von Dieter Bohlen in Tötensen, den ersten Proberaum der Scorpions in Sarstedt und einen Supermarkt, in dem angeblich Lena Meyer-Landrut einkaufen soll.
Punktevergabe:
|   |   |   |   |   |   |   |   |   |   |   |   |   |   |   |   | Gesamt |
| - | - | - | - | - | - | - | - | - | - | - | - | - | - | - | - | ------ |
| 0 | 0 | 0 | 0 | 0 | 4 | 0 | 0 | 0 | 0 | 0 | 0 | 0 | 0 | 0 | 0 | 4      |

### Weitere Coverversionen
- 1956: Hans-Arno Simon und sein Cocktail-Piano (Zitat)
- 1956: Charly
- 1956: Freddy Grün
- 1956: Ralf Bendix
- 1956: Wastl Fitz
- 1956: Wolf Gabbe mit Jonnys Boogie-Band